# Hammadi Ahmad
Hammadi Ahmad Abdullah Al-Daiya (Samarra, 18 de outubro de 1989) é um futebolista profissional iraquiano que atua como atacante, atualmente defende o Al-Quwa Al-Jawiya.

## Carreira
Hammadi Ahmad fará parte do elenco da Seleção Iraquiana de Futebol nas Olimpíadas de 2016.